# Raffaello Degruttola
Raffaello Degruttola (* 1972 in London Borough of Barnet, London, England) ist ein britischer Schauspieler.

## Leben
Raffaello Degruttola ist der Sohn von Francesco DeGruttola und Lina Lipizzi, die 1970 aus Ariano Irpino nach England emigrierten. Als er acht Jahre alt war, zog die Familie nach Queens, wo er die St.Anthony's Catholic School im South Ozone Park besuchte. Nachdem die Familie nach England zurückgekehrt war, besuchte er bis zu seinem 16. Lebensjahr die Sylvia Young Theatre School in London. Danach ging er auf das Lee Strasbourg Theatre Institute. Seit dem 10. Mai 2003 ist er mit der Schauspielerin Simone Lahbib verheiratet, 2005 wurde die gemeinsame Tochter geboren.
Er debütierte 1989 in einer Episode der Fernsehserie The Bill sowie einer Episode der Mini-Serie Summer's Lease. In den 1990er Jahren trat er unter dem Pseudonym Raph Taylor in Erscheinung. Er wirkte als Nebendarsteller in namhaften Filmproduktionen wie Der Soldat James Ryan oder James Bond 007: Ein Quantum Trost mit. 2015 übernahm er eine größere Rolle im Katastrophenfilm Die Jupiter Apokalypse – Flucht in die Zukunft. Er übernahm außerdem Episodenrollen in Fernsehserien wie Doctors, Die Borgias oder Law & Order: UK.

## Filmografie
- 1989: The Bill (Fernsehserie, Episode 5x14)
- 1989: Summer's Lease (Mini-Serie, Episode 1x04)
- 1990: Making News (Fernsehserie, Episode 1x04)
- 1990: Press Gang (Fernsehserie, 3 Episoden)
- 1996: In Love and War
- 1997: Thief Takers (Fernsehserie, 2 Episoden)
- 1998: Der Soldat James Ryan (Saving Private Ryan)
- 1999: Wing Commander
- 2001: Wit (Fernsehfilm)
- 2001: Sam's Circus (Fernsehfilm)
- 2002: Murder in Mind (Fernsehserie, Episode 2x03)
- 2002: Helen West (Fernsehserie, Episode 1x02)
- 2003: Was Mädchen wollen (What a Girl Wants)
- 2003: Octane – Grausamer Verdacht (Octane)
- 2003: Execution TV
- 2004: Call Me (Kurzfilm)
- 2005: Dot.Kill
- 2005: House of 9
- 2006: Second in Command
- 2006: Sasquatch Mountain
- 2007: Drop Dead Gorgeous (Fernsehserie, Episode 2x04)
- 2008: Ark (Kurzfilm)
- 2008: James Bond 007: Ein Quantum Trost (Quantum of Solace)
- 2009: Mort (Kurzfilm)
- 2009: Doctors (Fernsehserie, Episode 10x185)
- 2010: The Other Side of My Sleep (Kurzfilm)
- 2010: Bring Me the Head of Lance Henriksen
- 2011: Flim: The Making of... (Kurzfilm)
- 2011: Jabberwocky (Fernsehfilm)
- 2012: Die Borgias (The Borgias) (Fernsehserie, Episode 2x10)
- 2012: West of Thunder
- 2012: Monika – Eine Frau sieht rot (MoniKa)
- 2013: Host (Kurzfilm)
- 2013: Rush – Alles für den Sieg (Rush)
- 2013: Diana
- 2014: Flim: The Movie
- 2014: Law & Order: UK (Fernsehserie, Episode 8x08)
- 2014: Blood Moon
- 2014: God the Father (Dokumentation)
- 2015: Seeking Dolly Parton
- 2015: Die Jupiter Apokalypse – Flucht in die Zukunft (Earthfall) (Fernsehfilm)
- 2015: Doctors (Fernsehserie, Episode 17x105)
- 2015: The Adventures of Beatle
- 2017: Tödlicher Handel (Taken Heart)
- 2017: No Way Home (Kurzfilm)
- 2017: Tremor Cordis (Kurzfilm)
- 2017: Unlocked
- 2018: Mute
- 2019: Burning Men
- 2019: Glam Girls – Hinreißend verdorben (The Hustle)
- 2020: Avenue 5 (Fernsehserie, 2 Episoden)
- 2020: Transference: A Love Story